# Atos

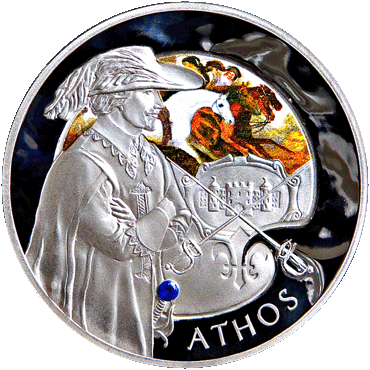
Athos

Atos, właściwie Olivier hrabia de la Fère (ur. ok. 1595, zm. 1661) – jeden z bohaterów cyklu powieści Alexandre’a Dumasa-ojca: Trzej muszkieterowie, W dwadzieścia lat później, Wicehrabia de Bragelonne. Występuje również w powieści D’Artagnan autora Henry'ego Bedforda-Jonesa. Postać zainspirowana była m.in. Armandem de Sillègue d’Athos d’Autevielle, ur. ok. 1615, zm. 21 grudnia 1643 r. w Paryżu.

## Cechy postaci
Na osobowość Atosa decydujący wpływ wywiera młodość. W przeciwieństwie do swoich przyjaciół, którzy wywodzą się z ubogiej szlachty, dla której kariera wojskowa lub duchowna stanowi jedyną możliwość zdobycia życiowej pozycji, Atos pochodzi z rodziny arystokratycznej, wielkich magnatów prowincji Berry. Przodkowie Atosa bywali przyjaciółmi królów francuskich – konkretnie Franciszka I, który utraciwszy własną szpadę w bitwie przeciwko Habsburgom we Włoszech, posługiwał się rapierem podanym mu przez przodka Atosa. W dowód przyjaźni i wdzięczności król podarował temuż przodkowi wspaniałą szpadę, którą Atos otacza wielka czcią. Atos uzyskuje nie tylko znakomite wychowanie żołnierskie, ale także głęboką wiedzę w wielu dziedzinach, od znajomości języków (jedyny mówi biegle zarówno po łacinie, jak i po angielsku czy hiszpańsku), naukach ścisłych (jest m.in. przygotowany do służby w marynarce), po umiejętności potrzebne wyłącznie arystokracji (sztuka polowania z sokołami, znajomość heraldyki, manier itd., czym potrafi zadziwić nawet Ludwika XIII, kochającego formy towarzyskie). W konsekwencji charakter Atosa przejawia dwie zasadnicze cechy. Oto z jednej strony hrabia de la Fère jest osobą absolutnie szlachetną, pozbawioną całkowicie materializmu, co w późniejszych częściach sagi o muszkieterach gwardii przybiera zresztą groteskowe formy. Atosa nie interesują pieniądze, nie tyle wydaje je lekko, co po prostu dostojnie rozdaje w sposób naturalny dla człowieka, któremu z urodzenia nigdy nie przyszło martwić się o środki finansowe. Gdy przychodzi mu klepać biedę, tak jak i pozostałym kolegom (kwestia ekwipunku na wyprawę do la Rochelle), kładzie się na tapczanie i postanawia nie wychodzić z domu, dopóki pieniądze same go nie znajdą. Robi to flegmatycznie i dostojnie, i rzeczywiście, pieniądze znajdują się same. Rzucić sakiewkę pełną złota zdobytą na przeciwniku pokonanym w pojedynku lokajom własnych przeciwników przychodzi mu tak łatwo, że wspominający go w późniejszych czasach Planchet wykrzykuje z respektem: „Hrabia siał złotem jak burza gradem!” (chociaż pozbawiony był środków do życia). Atos, jako wielki pan, potrafi także ocenić zdarzenia, które przerastają zwykłego szlachetkę. Kiedy d’Artagnan w zapale chce jechać do księcia Buckinghama podczas oblężenia Rochelle, Atos natychmiast zwraca mu chłodno uwagę, że usługi dla Anglika podczas wojny równałyby się zdradzie. Jest to zatem osoba, której nieobce jest poczucie honoru narodowego i umiejętność oceny sytuacji politycznej. Atos posiada także znakomite cechy dowódcze. Jednakże hrabia generalnie nie wykorzystuje własnych wielkich zdolności, które mogłyby mu zapewnić świetną karierę. Żyje ciągle poczuciem własnej wielkości, a gdy d’Artagnan ofiarowuje mu patent porucznika muszkieterów oznajmia spokojnie: „Dla Atosa to za dużo, dla hrabiego de la Fère za mało”. Tym sposobem nie osiąga niczego. Atos jest człowiekiem, na którego przyjaciele zawsze mogą liczyć. Osobiście niezwykle odważny, nie ma potrzeby wspominać, że jest doskonałym szermierzem i strzelcem. Atos jest też naturą delikatną i w stosunku do innych ludzi najbardziej wrażliwym spośród wszystkich czterech przyjaciół. Przejawia się to w licznych sytuacjach, ważniejszych i mniej ważnych. Przykładowo, w początkowych scenach „Trzech muszkieterów”, gdy d’Artagnan poznaje przyszłych przyjaciół urażając wszystkich trzech przypadkowo podczas pościgu za „człowiekiem z Meung”. Atos jako jedyny – w przeciwieństwie do Portosa i Aramisa – jest skłonny ostatecznie zaniechać pojedynku z d’Artagnanem, chociaż reaguje ostro na uderzenie go w ranę. Widząc bowiem młokosa, potrafi zapewne zrezygnować z satysfakcji, która (w jego przekonaniu) musiałaby zakończyć się śmiercią młodziana (dopiero d’Artagnan zawraca i sam ponawia spór, na wypowiedziane przez Atosa słowa dotyczące grzeczności). Atosa cechuje także zimna krew, żaden z pozostałych przyjaciół nie może z nim równać się, jeżeli chodzi o spokój w obliczu niebezpieczeństwa. To samo dotyczy konwersacji z najwyższymi dostojnikami państwowymi, takimi jak kardynał Richelieu, czy z koronowanymi głowami.
Obok powyższych zalet Atosa cechuje jednak jedna zasadnicza wada, a mianowicie niemająca granic miłość własnego honoru. Atos nigdy nie uchybi własnemu słowu, choćby miał budzić swojego wierzyciela o piątej nad ranem, by zwrócić mu dług. Z drugiej jednak strony, hrabia przejawia zachowania, które można by nazwać obłędem (gdyby ktoś nie znał jego opanowanej osobowości) jeśli ktoś naraża jego honor na uszczerbek. Najważniejszym przejawem tego jest zachowanie wobec Milady, wówczas własnej żony. Poślubił ją ujęty jej nadzwyczajna urodą, nic zresztą poza tym o niej nie wiedząc. Gdy na polowaniu odkrywa u niej piętno na ramieniu (dodajmy, że nieszczęsna Milady była wówczas nieprzytomna), oszalały z bólu, ogłuszony własną hańbą wykonuje natychmiast wyrok: wiesza własną żonę nieprzytomną na drzewie (jak się później okazuje, nieskutecznie). Zhańbiony tak okrutnie, nie mogąc kontynuować dotychczasowego życia, wyrzeka się rodziny i zaciąga w szeregi zuchów pana de Treville, aby pod opończą prostego muszkietera i przybranym nazwiskiem odpokutować splamienie honoru. W chwili, gdy poznajemy Atosa w „Trzech muszkieterach” jest on jeszcze człowiekiem młodym, ma około 36 lat (wynika to z rozmowy z d’Artagnanem w rozdziale Żona Atosa, w którym hrabia stwierdza, że miał w chwili ślubu z Milady lat 25, ona zaś 16. Tymczasem w późniejszej scenie, w której d’Artagnan chroni się w domu Atosa przed pościgiem po ucieczce z domu hrabiny de Winter, przyjaciele określają jej wiek na ok. 28 lat. Przy różnicy lat 9 – Atos miał wówczas zatem ok. 36-37 lat)i świadomość popełnienia zbrodni nie ima się go. Jest wciąż głęboko przekonany, że wyrządzono mu straszną krzywdę i złamano mu życie (,,wielki jak człowiek, który wycierpiał wiele”). Nic we życiu nie jest już w stanie go poruszyć. Jego zgorzknienie przejawia się w dwóch aspektach. Po pierwsze, Atos jest obojętny wobec kobiet. Chociaż jest najpiękniejszy spośród przyjaciół (jego uroda przyprawiała o rozpacz Aramisa, który stale dbał o siebie i używał licznych kremów, podczas gdy Atos nie używał żadnych i w ogóle nie dbał o siebie, a jak się zaraz okaże, wręcz katował swój organizm), nie ma żadnej kochanki i pogardliwie odrzuca zaloty pań i panien. Po drugie, Atos pije. Piją wprawdzie wszyscy, niemniej jednak szlachetny hrabia przeraża nawet swoich przyjaciół, którzy wszak nie gardzą uciechami światowymi. Atos pije codziennie, często cały dzień (jedynym ograniczeniem jest tutaj służba, której nigdy nie uchybia), a wino jest jego jedyną rozrywką (poza służbą właściwie zajmuje się tylko winem, którego zresztą jest wielkim znawcą). W dodatku upija się na smutno, a swojego służącego, dzielnego Grimauda, oducza mówić. Atos przestaje pić dopiero po odnalezieniu syna, a nie wiedzący o tym d’Artagnan obawia się, że jego przyjaciel stać się musiał już ludzkim wrakiem. Należy także wskazać, że Atos nie unika hazardu, chociaż jest on dla niego jedynie rozrywką, nie zaś źródłem przychodów, i z zimną krwią potrafi grać i przegrywać (bądź wygrywać) o majątek swój, jak i np. d’Artagnana.
Postać Atosa może być jednak właściwie oceniona jedynie przez pryzmat jego zachowań w sytuacjach ekstremalnych. Tam, gdzie w grę wchodzi przyjaźń, wśród najgorszych niebezpieczeństw albo w sytuacjach, gdy pozostali przyjaciele unoszą się egoistycznymi pobudkami, hrabia de la Fère ukazuje swoją prawdziwą wielkość. Potrafi natychmiast poświęcić własne interesy, gdy wymaga tego dochowanie przyjaźni, nigdy nie zawaha się w decydującym momencie, dając przykład i pociągając za sobą pozostałych. Potrafi upominać się o przyjaciół wobec kardynała albo Anny Austriaczki (inna sprawa, że bezskutecznie). Atos jest jedynym spośród przyjaciół, z którym pozostali nigdy nie kłócą się (cała reszta co jakiś czas przeżywa spięcia).

## Zarys wydarzeń przedstawionych w cyklu o muszkieterach, w których aktywną rolę odgrywa Atos

### Wczesna młodość
Hrabia Olivier de La Fere w wieku dwudziestu pięciu lat zakochał się w pięknej szesnastoletniej dziewczynie, Annie de Bruil, która przybyła na jego ziemie ze swoim bratem, księdzem. Hrabia mógł ją zmusić do tego, by z nim była, jednakże zachował się honorowo i poślubił ją, choć praktycznie nic o niej nie wiedział. Pewnego dnia na polowaniu jego żona spadła z konia i straciła przytomność. Hrabia skoczył jej na pomoc i widząc, że żona się dusi rozerwał lekko jej suknie, by miała czym oddychać. Wówczas dostrzegł na jej ramieniu wypaloną czarną lilię, znak złodziejek i ladacznic. Zrozumiał, że kobieta poślubiła go dla pieniędzy. Załamało go to. Poczuł się zhańbiony. Jako że na swoich ziemiach był najwyższym sędzią, natychmiast powiesił nieprzytomną wciąż żonę na drzewie, jak się później okazało, nieskutecznie. Zrozpaczony porzucił swój tytuł i jako Atos wstąpił do królewskich muszkieterów pana de Treville. Zaprzyjaźnił się tam z Portosem i Aramisem. Razem mieli często starcia przeciwko gwardzistom kardynała Richelieu. W jednym z takich starć Atos został ciężko ranny w ramię. Mimo tego honorowo następnego dnia wstawił się w gabinecie kapitana, by zameldować mu o wszystkim, po czym zemdlał z upływu krwi. Kapitan wezwał medyka, by ten go opatrzył. Atos odzyskał więc przytomność.

### Poznanie z d’Artagnanem
Chwilę później D’Artagnan wybiegając z gabinetu pana de Treville wpadł prosto na Atosa i potrącił go w ranne ramię. Chłopak przeprosił, ale Atos nie omieszkał zatrzymać go na chwilę i powiedzieć mu od siebie kilka uwag na ten temat. Po tym wszystkim chciał odejść, ale d’Artagnan nieopatrznie zdenerwował go stwierdzeniem, że pan muszkieter nie będzie mu udzielał lekcji dobrych manier. Urażony Atos wyzwał go więc na pojedynek o 12:00 przy klasztorze karmelitów. D’Artagnan wyzwanie przyjął i wstawił się na czas w umówionym miejscu. Sekundantami Atosa byli Portos i Aramis, którzy (jak się okazało) również wyzwali d’Artagnana na pojedynek. Jednakże do żadnej z tych walk nie doszło, albowiem w klasztorze zjawili się wspólni wrogowie, gwardziści kardynała Richelieu. Trzej przyjaciele i Gaskończyk połączyli swoje siły i razem pokonali swoich wrogów. Podczas walki Atos omal nie zginął z ręki walczącego przeciwko niemu gwardziście, ale d’Artagnan ocalił mu życie. Po tym starciu zakończonym zwycięstwem muszkieterów d’Artagnan stał się przyjacielem wesołego trio i ich nieodłącznym druhem.

### Misja „Diamenty królowej”
Pewnego razu d’Artagnan ocalił zaatakowaną przez ludzi kardynała Konstancję Bonacieux, pokojówkę królowej Francji i jej powiernicę. Chłopak po akcji wezwał na pomoc Atosa, Portosa i Aramisa i poprosił ich, by się zjawili u niego w domu. Jednakże wierny sługa Planchet zastał tylko Atosa. Ten bez wahania udał się do domu przyjaciela, a ponieważ go nie było, zaczekał na niego. Niedługo potem zjawili się ludzie kardynała Richelieu chcący ponownie aresztować Konstancję i jej wybawiciela. Aresztowali oni Atosa biorąc go za d’Artagnana. Muszkieter nie przyznał się do tego kim jest. Uczynił to dopiero w Bastylii, kiedy skonfrontowano go z panem Bonacieux, mężem Konstancji. W więzieniu nie posiedział na szczęście długo, albowiem wstawiennictwo pana de Treville przyczyniło się do jego uwolnienia. Niedługo potem d’Artagnan ruszył do Anglii w ramach akcji „Diamenty królowej”. Atos i jego dwaj druhowie również wzięli w niej udział. Jednakże podczas podróży Atos został oskarżony przez właściciela jednej z oberż (wprowadzonego w błąd przez agentów Richelieu) o fałszowanie monet. Walcząc ze strażą miejską, która miała go za to aresztować, zamknął się w piwnicy. Później jednak wyszło na jaw, że oskarżenie było fałszywie. Karczmarz zapytał więc zamkniętego Atosa, jak może mu zrekompensować to oskarżenie. Muszkieter zażądał wpuszczenia do piwnicy jego wiernego sługi, Grimauda. Kiedy to się stało pan i sługa zamknęli się tam i wypijali karczmarzowi jego zapasy wina, strzelając jednocześnie do każdego, kto próbował tam wejść. Zabrał ich stamtąd dopiero d’Artagnan, który ukończył zadanie. Wówczas Atos będąc pijanym opowiedział Gaskończykowi historię swojej miłości, przerabiając ją jednak na opowieść o losach swego znajomego. Następnego dnia w tej samej oberży Atos zawarł znajomość z lordem de Winter, grając z nim w kości o majątek tak swój, jak i d’Artagnana, na zmianę go przegrywając i wygrywając. Ostatecznie gra skończyła się tym, że obaj przyjaciele mieli jedynie piękne siodła i rzędy, zaś piękne konie musieli oddać lordowi – do domu wrócili na koniach swoich służących, którzy z siodłami na plecach dogonili ich jadąc na wozie furze siana. Po powrocie do Paryża d’Artagnan wszedł w mały konflikt z lordem de Winter zakończonym wyzwaniem na pojedynek i poprosił Atosa, Portosa i Aramisa o sekundowanie mu podczas owej potyczki. Pojedynek ten był walką Anglików i Francuzów (bowiem walczyli ze sobą również sekundanci). Atos jako jedyny zabił swego przeciwnika – powodem tego było to, iż jego przeciwnik nie chciał się zadowolić pseudonimem i zażądał, by muszkieter podał mu swoje prawdziwe nazwisko. Atos na stronie uczynił to, ale zapowiedział, że go będzie musiał potem zabić. Tak się też stało. Po czym zdobytą na zabitym Angliku sakiewkę muszkieter rzucił ją pomiędzy jego służbę samemu nie zachowując dla siebie nic.

### Spotkanie z Milady
Tymczasem d’Artagnan wdał się w romans z Milady de Winter. W czasie trwania owego romansu otrzymał od niej tajemniczy pierścień, który potem Atos rozpoznał jako swój rodowy klejnot. Pamiętał doskonale, komu go wręczył – swojej żonie. Zrozumiał, że musi nią być Milady. Ostrzegł więc przyjaciela, by ten zerwał z kobietą wszelkie kontakty. D’Artagnan jednak nie zakończył romansu i o mało nie zginął, gdy odkrył tajemnicę „napiętnowanej damy”. Z trudem zdołał się ukryć u Atosa, który wyjawił mu wreszcie straszną prawdę – Milady to żona Atosa, ale i również szpieg kardynała. Teraz zaś chciała się ona zemścić na d’Artagnanie za odkrycie jej tajemnicy. Atos, Portos i Aramis strzegli więc młodego przyjaciela jak tylko mogli. Jednocześnie musieli się jednak szykować do wyjazdu, albowiem król i kardynał pragnęli zdobyć protestancką twierdzę La Rochelle. Muszkieterowie musieli zdobyć ekwipunek i ruszyć na front. Atos zdobył go sprzedając odzyskany przez d’Artagnana rodowy pierścień – pieniądze ze sprzedaży podzielił pomiędzy siebie i Gaskończyka. Podczas oblężenia La Rochelle Atos razem z Portosem i Aramisem eskortował kardynała Richelieu do oberży „Pod Czerwonym Gołębnikiem”, gdzie za pomocą rury od pieca podsłuchali rozmowę kardynała z Milady. Kobieta miała zabić księcia Buckingham, by ten nie mógł wspomóc protestantów z La Rochelle. W zamian za to Milady zażądała pozwolenia na zabicie d’Artagnana i Konstancji. Kardynał podpisał stosowny dokument dający Milady wolną rękę w działaniu. Chwilę później jednak doszło do tzw. „sceny małżeńskiej”: Atos przyszedł do Milady i groził jej śmiercią, jeśli zabije d’Artagnana, następnie zabrał jej glejt od kardynała, używając jako argumentu pistoletu. Później Atos postanowił porozmawiać potajemnie z d’Artagnanem, ale musiał mieć na to swobodną możliwość. Dlatego wpadł na pomysł zakładu z innymi muszkieterami – Atos i jego trzej przyjaciele mieli obronić aż do południa przed hugenotami Bastionu Św. Gerwazego, a nawet zjeść tam śniadanie. Do tej akcji zabrał on ze sobą swego sługę Grimauda. Podczas brawurowej obrony bastionu Atos oddał carte blanche d’Artagnanowi i powiedział mu o planach kardynała. Gaskończyk chciał z miejsca ratować księcia, ale Atos odradził mu to – podczas wojny kontakty z Anglikami byłyby zdradą. Dlatego o misji Milady powiadomiono jedynie lorda de Winter oraz królową Annę Austriaczkę. Ci zaś podjęli się zadania uprzedzenia Buckinghama o zamachu. Prócz tego dzięki Aramisowi księżna de Chevreuse dostarczyła przyjaciołom list z wieścią, gdzie jest ukryta Konstancja. Kiedy czterej przyjaciele czytali ten list podszedł do nich kardynał. W ostatniej chwili uprzedził ich o tym Grimaud łamiąc zakaz swego pana, który nakazał mu nie odzywać się bez pozwolenia. Ponieważ ów list był niebezpieczny i mógł zwrócić uwagę Richelieu, Atos nakazał Grimaudowi go zjeść w ramach kary za odezwanie się bez powodu. Jednakże w nagrodę za zjedzenie tego listu sługa mógł popić list winem. Niestety plan ocalenia księcia się nie powiódł, bowiem Milady mimo to i tak zdołała go zgładzić ręką purytańskiego fanatyka Johna Feltona. Muszkieterowie nie wiedząc o tym pojechali do klasztoru w Bethune, by zabrać z niego Konstancję. Jednakże tutaj również się spóźnili – Milady dopadła ją i zdążyła otruć, nim muszkieterowie przybyli na miejsce. Rozpoczął się więc pościg. Atos, Portos, Aramis, d’Artagnan, lord de Winter oraz zabrany po drodze kat z Lille ujęli Milady w przydrożnym zajeździe. Sąd, w którego skład wchodzili, wydał na nią wyrok śmierci. Milady została ścięta przez kata nad brzegiem rzeki Lys. Gdy kardynał dowiedział się o tym, nakazał wszystkich uczestników samosądu aresztować i zgładzić. Jednakże d’Artagnan uratował siebie i przyjaciół glejtem, który Atos odebrał Milady. Zafascynowany młodym Gaskończykiem kardynał dał mu nominację na porucznika muszkieterów in blanco. Atos jednak odmówił jej przyjęcia i wpisał do niej nazwisko d’Artagnana. Chłopak awansował, a przyjaciel został pod jego rozkazami. Niedługo potem padło La Rochelle, a Portos i Aramis opuścili służbę. Atos pozostał w muszkieterach aż do roku 1631, po czym opuścił służbę pod pretekstem odziedziczenia majątku ziemskiego po stryju.

### Znalezienie syna (wersja z powieści „D’Artagnan”)
W roku 1630 wciąż wiernie służył pod rozkazami d’Artagnana. Kiedy ten znalazł przy ciele zmarłego agenta kardynała tajemniczy pierścień Atos rozpoznał go jako rodowy skarb marszałka Bassompierre. Niedługo potem muszkieter otrzymał list od lorda de Winter, który wzywał jego, oraz d’Artagnana, Portosa i Aramisa do hotelu markiza de Saint Luc. Atos udał się więc tam z Portosem i d’Artagnanem (Aramisa był wtedy ranny i kurował się). Po drodze przyjaciele rozdzielili się jednak. Najpierw d’Artagnan pognał sam za karocą, w której zauważył Aramisa. Atos z Portosem jechali dalej, ale po drodze ten drugi zgubił się w jednej z oberż i upił się tam z księciem Gastonem Orleańskim oraz jego kompanami. Atos jechał więc dalej sam i spotkał po drodze swego Gerwazego, służącego swojego stryja. Dowiedział się od niego, że stryj jest umierający i wzywa go do siebie. Hrabia kazał Gerwazemu czekać na siebie, sam zaś ruszył dalej. Po drodze udzielił pomocy hrabinie Helenie de Sirle, której kareta zgubiła koło. Kobieta z wdzięczności zaprosiła go do siebie. Okazało się jednak, że jest ona agentką kardynała – Atos tylko dzięki swej przezorności uniknął wypicia wina z narkotykiem. Kiedy usłyszał, iż rozmawia ona z hrabią de Montforge o jego śmierci uciekł po drodze zabijając kilku ludzi hrabiny. Dotarł do hotelu markiza de Saint Luc, gdzie czekał już milord de Winter. Od lorda on i d’Artagnan dowiedzieli się o małym chłopcu nazwiskiem Raul d’Aram, nieślubnym synu Aramisa i księżnej de Chevreuse. Przez przypadek chłopca wzięto za syna królowej Anny i księcia Buckingham. Kardynał chciał więc mieć chłopca, by zniszczyć królową. Atos i Portos pojechali więc po chłopca do klasztoru Saint Saforin, gdzie ten przebywał. Atos przedstawił się jako ojciec Raul i zabrał go ze sobą. Ruszyli do Paryża, ale po drodze zatrzymali się w przydrożnym zajeździe. Tam Atos spodziewając się pościgu ludzi kardynała odesłał chłopca z wiernym Grimaudem do Gerwazego, sam zaś został z Portosem i d’Artagnanem, by walczyć z hrabią de Montforge i jego ludźmi, którzy ich ścigali. Doszło wówczas do walki, którą muszkieterowie wygrali, choć opłacili to ciężkimi ranami. Podczas walki Atos zabił niezbyt honorowo samego hrabiego de Montforge – wytrącił mu szpadę i przebił bezbronnemu przeciwnikowi gardło. Następnie cała trójka udała się do Paryża. Tam, po wykurowaniu ran, Atos wystąpił z wojska i osiadł na swoich ziemiach w hrabstwie de la Fère, wraz z adoptowanym synem Raulem, który został wicehrabią de Bragelonne.

### Znalezienie syna (wersja z powieści „Dwadzieścia lat później”)
W roku 1633 Atos podróżował po Francji w sobie tylko znanym celu. Pewnej nocy dotarł do pewnej plebanii na prowincji i tam natknął się na młodą służącą. Poznał w niej Ketty, dawną służbę Milady de Winter, a obecnie służącą księżnej de Chevreuse. Ketty spała, ale hrabia de Le Fere domyślił się, że skoro ona tu jest, to jej pani także. Atos odkrył, że księżna chce uwieść młodego plebana, który jednak teraz wyszedł udał się do chorej kobiety z pociechą duchową. Hrabia de La Fere zatem położył się w łożu z księżną i spędził z nią noc – księżna w ciemności nie poznała mężczyzny. Następnego dnia kobieta wyjechała, a po roku przysłała na plebanię spłodzonego w tę noc chłopca. Atos jednak potajemnie obserwował plebanię i niedługo po przysłaniu chłopca zjawił się i odebrał go. Po czym nazwał syna Raul, uczynił wicehrabią de Bragelonne oraz adoptował. Odkąd przy jego boku pojawił się syn, Atos odnalazł również sens swego istnienia. Przestał pić i zaciągać długi, stał się odpowiedzialnym człowiekiem z celem przed sobą. Zamieszkał on z synem w wiejskiej posiadłości we wsi Bragelonne. Dworek swój, choć dość skromny, kazał mieszkańcom swego hrabstwa nazywać „pałacem”. Często przyjmował u siebie gości i żył dość spokojnie. Trzymał się również z dala od polityki.

### Udział we Frondzie
Tak by się przynajmniej wydawało. Gdy w 1648 roku wybuchła Fronda, Atos potajemnie przyłączył się do niej przeciwko despotycznej władzy kardynała Jules’a Mazarina. Prowadził działania przeciw kardynałowi i królowej Annie Austriaczce. Jednym z przejawów służby we Frondzie było wysłanie swego sługi, Grimauda, by podstępem dostał się do zamku Vincennes, gdzie przebywał uwięziony książę de Beaufort. Sługa miał zatrudnić się jako jego strażnik i skontaktować się z nim, przygotowując go jednocześnie do ucieczki. Niedługo potem do Atosa przybył d’Artagnan z propozycją służby w gwardii kardynała dla swego dawnego kompana. Atos jednak propozycję odrzucił i następnego dnia wyjechał z Raulem do Paryża. Tam zapoznał go z jego prawdziwą matką, Marią Minchon księżną de Chevreuse (nie wydając jednak przed Raulem, że jest ona jego matką, choć powiedział księżnej, kim dla niej jest Raul). Wraz z synem wziął również udział w przyjęciu dla śmietanki towarzyskiej Frondy, podczas której spotkał się z Aramisem i omówił z nim plan uwolnienia pana de Beufort z więzienia. Przed jego realizacją jednak wysłał Raula do wojska pod rozkazami księcia Kondeusza. Niedługo potem Atos, Aramis i Rochefort przygotowali ucieczkę księcia de Beaufort, którą umożliwił im Grimaud poprzez dostarczenie księciu pasztetu, w którym była drabinka sznurowa. Kiedy książę i sługa znaleźli się poza murami twierdzy więziennej cała trójka spiskowców zabrała go ze sobą i zaczęli uciekać. Po jakimś czasie jednak dogonił ich pościg w postaci dwóch muszkieterów – d’Artagnana i Portosa. Doszło wówczas do walki, która zakończyła się w chwili, kiedy dawni przyjaciele zauważyli, z kim walczą. D’Artagnan wrócili do Paryża z pustymi rękami, zaopatrzeni jedynie w konie od Atosa (swoje stracili podczas szaleńczego pościgu). Cała czwórka dawnych przyjaciół następnego dnia potajemnie się ze sobą spotkała i dzięki mądrej przemowie Atosa odnowiła przysięgę wiecznej przyjaźni. Jednocześnie Grimaud został wysłany, by pilnować Raula podczas jego podróży na front do Flandrii. Jednak sługa zawrócił do swego pana ze straszną wieścią – żyje syn Milady, który szuka katów swej matki i ma zamiar ich wszystkich zabić. Atos jako jedyny wówczas nie przejął się tą wieścią twierdzą, że ich jest czworo, a on jeden, więc nie ma się czego obawiać. Mimo to wieść o synu Milady nieco nim wstrząsnęła. Prawdopodobnie hrabia de La Fere sądził, że ów chłopak może być jego synem i bratem Raula. Do tego od jakiegoś czasu dręczyły go wyrzuty sumienia z powodu samosądu nad Milady.

### Służba u Karola I
Tymczasem w Anglii trwała rebelia Olivera Cromwella. Król Karol I szukał do swojej służby wiernych ludzi. Oddany mu lord de Winter przebywając we Francji poprosił Atosa i Aramisa, by ci zgodzili się służyć jego władcy. Przyjaciele bez wahania przystali na jego propozycję i udali się razem z nim do Anglii. Przedtem odpłynięciem jednak zauważyli, że na pomoście obserwuje ich Mordaunt. Uprzedzeni przez lorda, że jest to syn Milady natychmiast zareagowali. Aramis złapał za muszkiet i chciał chłopaka zastrzelić, ale przeszkodził mu Atosa. Szybko jednak tego pożałował, gdyż czynem tym zdradzili się przed nim, iż to właśnie oni są ludźmi, których on szuka. Trzej przyjaciele odpłynęli do Anglii z uczuciem niebezpieczeństwa na karku. Służyli wiernie Karolowi I, niestety nie opłacani Szkoci sprzedali rebeliantom swego władcę. Atos więc poradził królowi, żeby uciec pod opiekę innego dowódcy szkockiego, który na pewno króla by nie sprzedał. Karol I zgodził się, a przed wyjazdem odznaczył Atosa i Aramisa Orderem Podwiązki. Po czym ruszyli w drogę, jednakże pochwycili ich wysłani z Paryża przez Mazarina Mordaunt, d’Artagnan i Portos. Lord de Winter zginął zastrzelony przez mściwego bratanka, zaś Atos i Aramis zostali osadzeni w lochu. Na szczęście d’Artagnan umożliwił im obu ucieczkę, po czym dla pozornie rzucił się z Portosem za nimi w pościg. W rzeczywistości czterej przyjaciele połączyli swoje siły i postanowili wrócić do Francji. Jednakże Atos nie chciał tego uczynić bez Karola I. Wobec tego wszyscy udali się ratować króla Anglii. Najpierw próbowali oni uwolnić go z obozu, gdzie był przetrzymywany. Nie udało się to im z powodu Mordaunta, który przybył z rozkazem odwiezienia króla do Londynu na proces i... rozpoznał muszkieterów, którzy znowu musieli uciekać. Dotarli do Londynu i tam ponownie podjęli próbę uwolnienia króla Anglii. Byli obecni podczas procesu, podczas którego Atos nie wytrzymał i wyzwał głośno sędziów, czym niestety zdemaskował siebie przyjaciół, którzy znów musieli uciekać. Schronili się w jednej z gospód, po czym podjęli się w przebraniu robotników budowy szafotu, na którym władca miał zostać ścięty. Pod nim zaś wykonali podkop do królewskiej celi. Żeby wybić w niej jednak otwór musieli zyskać jeszcze jeden dzień. Pozbyli się więc kata i jego pomocnika. Niestety jednak znalazł się ochotnik do ścięcia władcy – był nim Mordaunt. Karol I poszedł na śmierć. Przed ścięciem zdołał on jednak porozmawiać z Atosem, który stał pod szafotem. Król Anglii powiedział mu o skarbach ukrytych w zamku Newcastle. Poprosił, by w odpowiednim momencie użył tych skarbów, by wesprzeć nim jego dzieci. Po czym Karol I został ścięty ze słowami „Remember” na ustach. Kropla jego krwi spadła na czoło Atosa.

### Rozprawa z Mordauntem
Atos z przyjaciółmi postanowili dopaść syna Milady i wykończyć go. Udało się im go pochwycić w jego pokoju i odbyli nad nim sąd. Skazali go na śmierć, ale postanowili dać mu szansę, jaką nie mogli dać Milady – pojedynek z jednym z nich. Mordaunt wybrał na swego przeciwnika Atosa, ale ten odmówił nie podając jednak swoich powodów. Pozostali więc ciągnęli losy i wybór padł na d’Artagnana. Jednakże podczas pojedynku młodzieniec podstępnie uciekł i dotarł na statek „Błyskawica”, którym muszkieterowie mieli uciec do Francji. Przygotował na nim zasadzkę – okręt miał być wysadzony w powietrze z muszkieterami na pokładzie. Jednakże słudzy Grimaud i Mouston dowiedzieli się o wszystkim i uprzedzili swoich panów. Ci zaś po kryjomu wsiedli do szalupy z prowiantem i odpłynęli. Statek wyleciał w powietrze grzebiąc znajdującą się na nim zdradziecką załogę. Jednakże Mordaunt przeżył skacząc do wody, po czym podpłynął do szalupy muszkieterów i poprosił ich o pomoc. Atos ulitował się nad nim i podał mu rękę, by mógł on wejść na pokład. Jednakże podstępny syn Milady wciągnął go zdradziecko pod wodę. Próbował go utopić, ale Atos zdołał wyrwać sztylet i zatopił go w sercu młodzieńca, po czym wrócił do szalupy i dopłynął nią z przyjaciółmi do brzegów Francji.

### Porwanie kardynała
W swojej ojczyźnie przyjaciele rozdzielili się. Atos i Aramis przybyli do Paryża i dołączyli do armii Frondy dowodzonej przez księcia de Beaufort. W mieście spotkali wdowę po Karolu I i powiedzieli jej o śmierci jej męża. Jednocześnie natknęli się na dwóch agentów kardynała, którzy rozgłaszali fałszywe plotki o rzekomej ucieczce króla Anglii. Wściekli wyzwali ich na pojedynek, ale do pojedynków nie doszło, ponieważ panowie mieli do załatwienia swoje sprawy. Atos i Aramis spotkali się z głównodowodzącymi armią Frondy i przekazali im wiadomości o szpiegach kardynała. Oprócz tego spotkali Rocheforta, od którego dowiedzieli się o szykowanej bitwie z wojskami królewskimi. Następnego dnia doszło do niej. Atos nie zabił nikogo w bitwie, w przeciwieństwie do Aramisa, który nie tylko zabił wyzwanego wczoraj agenta Mazarina, ale też wziął do niewoli Raula de Bragelonne. Atos namówił syna go do walki po swojej stronie, a także odebrał mu depeszę do Mazarina, z której dowiedział się o tym, iż d’Artagnan i Portos zostali aresztowani i osadzeniu w prywatnym zamku kardynała w Rouin. Atos odwiedził zatem królową Annę Austriaczkę i zażądał uwolnienia aresztowanych przyjaciół. Zyskał jednak tyle, że sam został aresztowany. Trafił do tego samego więzienia, co jego przyjaciele. Ci jednak uciekli, uwolnili go i we trójkę uprowadzili samego Mazarina. Uciekając z cennym zakładnikiem przyjaciele spotkali Aramisa i Raula na czele frondystów. Wszyscy razem ukryli się w zamku Portosa i wymusili na kardynale w zamian za jego wolność liczne ustępstwa wobec Frondy, stopień kapitana muszkieterów dla d’Artagnana i tytuł barona dla Portosa. Atos nie zażądał nic dla siebie, ale i tak Anna Austriaczka, dzięki wstawiennictwu d’Artagnana, odznaczyła go Orderem Św. Ducha. Raul zaś został mianowany dowódcą pułku. Atos zaś stwierdziwszy, że dość zrobił dla swojej ojczyzny, wrócił do domu, skąd śledził karierę swego syna.

### Restauracja dynastii Stuartów w Anglii
Atos nigdy jednak nie przestał myśleć o królu Karolu I. Także, kiedy w roku 1660 przybył do niego syn króla, Karol II, zaoferował mu swą pomoc i powiedział o skarbach w zamku Newcastle. Razem udali się do Anglii. Hrabia zabrał ze sobą w podróż wiernego Grimauda. Atos przybył do zamku, ale tam stacjonował wróg młodego króla, generał Monck. Atos powiedział mu, że w zamku znajdują się beczki z jego rodowym majątkiem, który musiał zostawić we Francji po ostatniej wizycie w Anglii i poprosił Moncka o pozwolenie na ich wydobycie. Generał przeczuwał jakiś podstęp, ale wyraził zgodę. Obaj udali się do ruin zamku i wydobyli skarby. Wówczas jednak Atos przyznał się do tego, do kogo naprawdę należą te kosztowności i próbował namówić Moncka, by ten swoim wojskiem wsparł Karola II w odzyskaniu przez niego tronu. Generał jednak odmówił twierdząc, że nie wesprze kogoś, kto nie udowodnił swojej przydatności i wielkości. Niedługo potem Monck zniknął, zaś jego żołnierze oskarżyli Atosa o porwanie swego dowódcy. Atos z wiernym Grimaudem musieli zamknąć się w domu, który zajmowali przebywając w Anglii i bronić się przed chcącymi go aresztować żołnierzami – ośmiu z nich zabili. Okazało się, że Moncka porwał d’Artagnan i zabrał go do Karola II, ten jednak kazał puścić go wolno. Monck wrócił do obozu i nakazał puścić Atosa wolno.Zdążył na czas, bowiem jego żołnierze próbowali pojmować ex-muszkietera i jego sługę podpalając jego dom. Powrót Moncka z d’Artagnanem ocalił Atosa. Odzyskawszy swobodę poruszania się hrabia de La Fere zabrał ze sobą skarby zamku Newcastle dla młodego króla i zawiózł mu je. Niedługo potem Monck zdobył władzę w Londynie i oddał ją Karolowi II. Ten zaś nagrodził dwóch dzielnych Francuzów – Atos otrzymał Order Złotego Runa, a d’Artagnan spory okup za Moncka. Hrabia de La Fere wrócił potem do Francji z propozycją od władcy Anglii – by brat Ludwika XIV, Filip Orleański, poślubił księżniczkę Henriettę, siostrę Karola II. Propozycja została przyjęta, zaś Atos stał się stałym bywalcem dworu. Król Francji zaś oznajmił, iż hrabia de La Fere może go odwiedzać, kiedy tylko sam tego zapragnie.

### Reszta życia
Raul de Bragelonne dążył do zdobycia sławy na paryskim dworze. Ojciec z zadowoleniem śledził jego karierę, jednakże młody wicehrabia skierował swe uczucia w niewłaściwą stronę, co sprowadziło kłopoty na niego i na jego ojca. Atos nie popierał miłości Raula do panny Luizy de La Valliere, późniejszej metresy Ludwika XIV. Pomimo to w imieniu swego syna przyszedł prosić króla o jej rękę dla Raula. Ludwik widząc jednak niechęć hrabiego de La Fere do jego przyszłej synowej odmówił podając za powód, że panna de La Valliere nie jest dla syna Atosa odpowiednia pod względem pochodzenia i stanu majątkowego. Atos uśmiechnięty przyznał królowi rację, jednakże zasmucony odszedł przynieść tę niepomyślną wieść Raulowi. Niedługo potem jednak Luiza została królewską metresą. Ich związek długo pozostawał sekretem, aż w końcu Raul za sprawą zazdrosnej księżniczki Henrietty (zakochanej w Ludwiku XIV) odkrył prawdę i opowiedział o niej swojemu ojcu. Atos zaś natychmiast udał się do króla i w prywatnej z nim rozmowie powiedział wprost, co o nim myśli. Przyznał, iż uważa go za człowieka zachowującego się niegodnie stanowiska, które mu Bóg powierzył oraz oznajmił, iż jego rodzina nigdy więcej nie będzie służyć Burbonów. Na znak, że to nie przelewki, połamał swoją szpadę i cisnął jej szczątki władcy pod nogi. Wściekły Ludwik XIV nakazał go aresztować. D’Artagnan jednak znalazł wyjście z sytuacji. Zabrał Atosa do Bastylii jako gościa jej gubernatora, po czym pojechał do króla i wymusił na nim mądrymi argumentami akt ułaskawienia. Po czym wrócił do Bastylii i zabrał z niej Atosa do wsi Bragelonne. Kiedy wracali zaatakowali ich Raul i Portos, którzy myśleli, że Atos ma zostać wywieziony i skrytobójczo zamordowany. Na szczęście szybko się wszystko wyjaśniło. Atos i Raul wrócili do domu, ale chłopak nie umiał już po tym wszystkim, co go spotkało, normalnie żyć. Cierpienia syna uderzyły również w ojca, który nie wiedział, w jaki sposób go pocieszyć. Do tego wszystkiego jeszcze doszedł hrabiego de La Fere kolejny cios – Portos i Aramis musieli uciekać z kraju z powodu swego udziału w intrydze z człowiekiem w żelaznej masce w roli głównej. Opuszczając kraj zmienili konie u Atosa, który czuł, że widzi ich po raz ostatni (co jak się później okazało, było prawdą). Niedługo potem Raul uległ namowom księcia de Beaufort i postanowił pojechać do Afryki bronić francuskich kolonii. Atos wiedział, że syn szuka śmierci, ale nie przeszkodził mu w tym zamiarze. Pojechał z nim do Tulonu, skąd miało ruszyć wojsko. Kiedy jednak Atos usłyszał od miejscowych rybaków opowieść o pewnym dzielnym kapitanie muszkieterów, który płynął na znajdującą się niedaleko Wyspę Św. Małgorzaty pomimo sztormu, domyślił się, że to musi być d’Artagnan. Dlatego wraz z Raulem postanowili go odwiedzić, nim wojska wyruszą. Na wyspie hrabia de La Fere i wicehrabia de Bragelonne rzeczywiście spotkali d’Artagnana, który sprawował tam pieczę nad Filipem Żelazną Maską. Ojciec i syn o mało nie zostali zastrzeleni przed nadgorliwych strażników, którzy chcieli ich zabić za to, że znaleźli oni srebrną tacę, na której Filip napisał wiadomość, po czym wyrzucił ją przez okno. Nie dopuścił do tego jednak d’Artagnan. Po wyjeździe Raula na front Atos wrócił do siebie i ciężko zachorował. Choć wcześniej wciąż dobrze się trzymał, teraz gwałtownie się zestarzał i osłabł. Po pewnym czasie w ogóle nie miał siły wstać z łóżka. W końcu przyszło nieuniknione – wieść o śmierć Raula na froncie – przywiózł ją wierny Grimaud. Zrozpaczony Atos zmarł, kiedy to usłyszał. Ojciec i syn zostali pochowani we wsi Bragelonne. D’Artagnan często odwiedzał ich groby.

## Atos w filmie
Muszkietera Atosa w filmach odegrali niżej wymienieni aktorzy:
- Léon Bary – Trzej muszkieterowie (1921)
- Henri Rollan – Trzej muszkieterowie (1921)
- Henri Rollan – Trzej muszkieterowie (1933).
- Paul Lukas – Trzej muszkieterowie (1935)
- Van Heflin – Trzej muszkieterowie (1948).
- Jean Martinelli – Trzej muszkieterowie (1953)
- Jean Chevrier – Trzej muszkieterowie (1959).
- Georges Descrières – Trzej muszkieterowie (1961).
- François Chaumette – D’Artagnan (1969).
- Oliver Reed – Trzej muszkieterowie-Diamenty królowej (1973)
- Oliver Reed – Czterej muszkieterowie-Zemsta Milady (1974)
- Yves Lefebvre – D’Artagnan (1977)
- Oliver Reed – Powrót muszkieterów (1989)
- Kiefer Sutherland – Trzej muszkieterowie (1993)
- Jean-Luc Bideau – Córka d’Artagnana (1994).
- John Malkovich – Człowiek w żelaznej masce (1998).
- Jan Gregor Kremp – Trzej muszkieterowie (2001).
- Guillaume Depardieu – Milady (2004)
- Matthew Macfadyen – Trzej muszkieterowie 3D (2011)

Tom Burke - Muszkieterowie (serial 2014-2016)